# Gegants de Gràcia
Els Gegants de Gràcia són dos gegants del Districte de Gràcia (i per extensió de la Vila de Gràcia) que representen una parella burgesa gracienca de mitjans del S.XIX.

## Descripció
En Pau duu una capa de vellut negre, un vestit gris, una camisa crema amb una armilla negra per sobre, una mocador color vi i un barret de copa a la mà. Originalment, el vestit era verd oliva, l'armilla de brocat, la camisa blanca i duia un llaç negre al coll en lloc de la corba. Na Llibertat porta un vestit blau ratllat, duu un pom de flors i té les mans ocupades amb un ventall blau cel amb tres lliris blancs pintats (escut de Gràcia). Els accessoris són estris indispensables per ballar el «Gambeto». Originalment, portava un vestit de color crema amb un estampat de flors petites amb tons rogencs.
Els noms de Pau i Llibertat van ser els escollits entre els alumnes de les escoles. Pau, en commemoració a Pau Fatjó, personatge gracienc a qui se li va proposar en primer lloc l'alcaldia de la Vila de Gràcia arran de la nova independència municipal obtinguda al 1850 però que la refusà degut a la seva avançada edat. El nom de Llibertat es va posar per diverses raons: primer, perquè la seu del primer consistori era a la plaça Llibertat; segon, perquè és un carrer que no ha canviat mai de nom malgrat els canvis polítics; finalment, perquè és un nom molt lligat a la història dels graciencs amb totes les seves mobilitzacions en pro de la llibertat, tal com demostren la Revolta republicana de 1855, la Revolució de l'any 1868 i la Revolta de les Quintes de 1870.
Els Gegants de Gràcia veuen la llum la Festa Major de Gràcia de 1982, construïts per l'artista gracienca Àngels Jutglar. Van ser batejats el 24 de març de 1985 i els seus padrins van ser els gegants de Barcelona. El 15 d'agost de 1993 s'estrenà una rèplica dels mateixos gegants però amb uns acabats més realistes. Aquesta nova parella de gegants foren construïts per la mateixa artista gracienca Àngels Jutglar.

## L'Associació Geganters de Gràcia
L'Associació Geganters de Gràcia neix l'any 1993 i a partir d'aquell moment s'encarrega de custodiar les figures i de treure-les a passejar i a ballar en les dates assenyalades. Fins aleshores, geganters afeccionats els havien tret sempre que havia fet falta, però no hi havia cap entitat que en fos responsable.
En Pau i la Llibertat tenen ball propi: "El Gambeto", per bé que també participen en el "Toc de Gràcia", que ballen totes les figures de la colla a la festa major del barri des del 2002. Durant la Festa Major de 2007 van estrenar un ball nou "El Festeig" per commemorar els seus 25 anys a la Vila.
Els Gegants de Gràcia es deixen veure cada any per la Mare de Déu d'agost en el seguici de la festa major, del qual són protagonistes, la Diada de Sant Roc en l'ofrena al sant, a La Convidada de Festa Major i al Toca Dormir. Però a més a més celebren la seva Trobada, de periodicitat biennal i anys parells, la Diada dels Geganters de Gràcia iniciada l'any 2019 (dins el marc de les recuperades Festes de Sant Isidre) i en totes aquelles festes majors o trobades en la que són convidats.
Els dos gegants van acompanyats pels gegantons Torradet i Gresca, en Pepitu Campanar, el Gegantó Torres i el Pepitet juntament amb els Capgrossos de Gràcia; tots són ballats per la mateixa associació.